# Afrin
Afrin (kurdisch عەفرين Efrîn oder Afrîn; arabisch عفرين, DMG ʿAfrīn) ist eine Stadt und der Sitz des von ihr verwalteten Distrikts Afrin im Gouvernement Aleppo im Nordwesten von Syrien, der mehrheitlich von Kurden bewohnt wird. Seit März 2018 ist die Stadt von türkischen Streitkräften okkupiert, und ein Großteil der ursprünglichen Bewohner ist geflohen.

## Lage
Der Bezirk grenzt im Norden an die türkische Provinz Kilis und im Westen an die türkische Provinz Hatay (kurdisch خەتای Xetay, die geographische Bezeichnung für das Land südwestlich des Euphrats). Der Bezirk Afrin umfasst die Region Kurd Dagh (kurdisch چیایێ کورمێنج Çiyayê Kurmenc, arabisch جبل الأكراد Dschabal al-Akrād ‚„Berg der Kurden“ bzw. „Kurdenberg“‘), die nach Westen bis zur türkischen Grenze reicht und im Süden und Osten vom Fluss Afrin begrenzt wird, wobei der Bezirk in dieser Richtung über den Fluss hinausreicht. Afrin hat eine Fläche von 2033 km² und besteht aus sieben Gemeinden: der Stadt Afrin im Zentrum, Dschindires, Scharan, Mobetan/Mahbatli, Rajo, Bulbul und Schiyê, mit insgesamt 366 Dörfern oder Weilern wie z. B. Katma, Kastall, Qîbar und Rajo. Der Name Afrîn bedeutet auf Kurdisch „(gesegnete) Schöpfung“.
Die Stadt Afrin liegt auf zwei verschiedenen Straßenverbindungen jeweils 55 Kilometer nordöstlich von Aleppo im breiten Flusstal des Afrin, über den innerhalb des Ortes zwei Brücken führen. Der zentrale Platz ist die Haltestelle für Kleinbusse, das alte Wohngebiet erstreckt sich über den nördlich davon ansteigenden Hügel.

## Geschichte
Acht Kilometer südlich der Stadt liegt der spät-hethitische Siedlungshügel Tell Ain Dara aus dem 10. bis 8. Jahrhundert v. Chr. Zur Zeit des Osmanischen Reiches gehörte die Region Afrin zur einstigen Provinz Kilis, die heute in der Türkei liegt. Nach dem Grenzabkommen zwischen Frankreich und der Türkei in den 1920er Jahren kam Afrin zunächst zum Völkerbundmandat für Syrien und Libanon, aus dem 1946 das unabhängige Syrien entstand.
Das heutige Marktzentrum Afrin ist eine Neugründung des 19. Jahrhunderts. Die Einwohnerzahl 1929 betrug 800 und stieg bis 1968 auf etwa 7000. Für 2003 werden 44.121 Einwohnern angegeben.
Am 21. März 1986 kam es zu Unruhen von Kurden gegen die Regierung, bei denen die Polizei während einer Nouruz-Feier drei Menschen tötete, darunter ein junges Mädchen. Als 1999 der Vorsitzende der Arbeiterpartei Kurdistans (PKK) Abdullah Öcalan festgenommen wurde, kam es zu Auseinandersetzungen und Randalen zwischen aufgebrachten Jugendlichen und der Polizei. Im Verlauf des syrischen Bürgerkriegs übernahm im Juni 2012 die kurdische Partei PYD die Kontrolle über Afrin.
Unter der Bezeichnung Operation Olivenzweig startete die Türkei im Januar 2018 eine Militäroffensive in der Region Afrin, nachdem der Luftraum durch Russland für Angriffe der türkischen Luftwaffe geöffnet wurde. Die türkischen Streitkräfte besetzen am 18. März 2018 die Stadt, zusammen mit Milizen der Freien Syrischen Armee (FSA). Kurdische Kämpfer der YPG und SDF, die zuvor gegen die türkischen Truppen in der Umgebung gekämpft hatten, gaben die Stadt Afrin selbst offenbar kampflos auf und zogen sich zurück.

## Bevölkerung

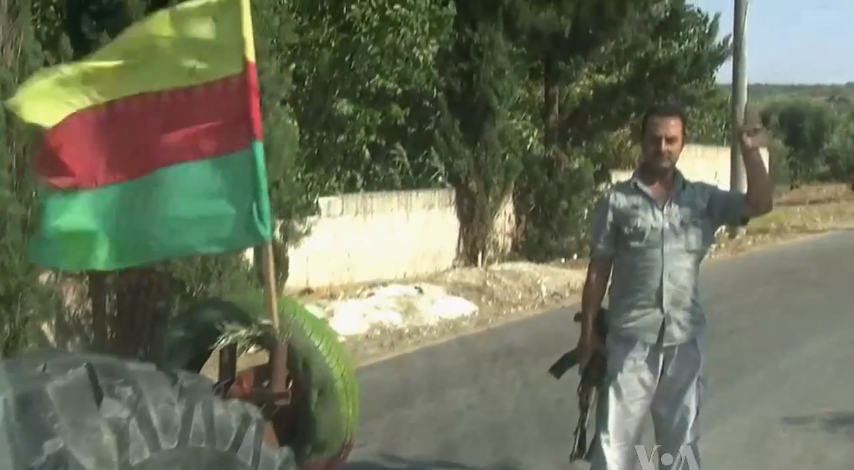
PYD-Kontrollposten in Afrin, August 2012

Im Jahr 2000 lebten im Bezirk Afrin nach zwei unterschiedlichen Quellen etwa 200.000 oder 450.000 Menschen. Im allgemeinen syrischen Zensus wurden 2004 für das Stadtgebiet Afrin 36.562 Einwohner gezählt. Obwohl die syrische Regierung seit den 1970er Jahren die Ansiedlung von Arabern förderte, bildeten die Kurden weiterhin die Bevölkerungsmehrheit. Hinzu kamen einige verstreut lebende arabische Beduinen und Roma (Qurbat oder Nawar). In den frühen 1920er Jahren flohen viele Kurden aus dem Südosten der Türkei in die bereits zuvor von Kurden besiedelte Region. Zahlreiche Bewohner Afrins leben heute im Ausland.  Durch die hohe Arbeitslosigkeit und Landflucht flohen in den letzten Jahrzehnten viele Kurden in die Metropolen Aleppo und Damaskus, wo sie sich teilweise in den Elendsquartieren niederließen.
Die Online-Zeitschrift Al-Monitor schätzte im Juni 2015 rund 700.000 Einwohner in der Region. Viele davon sind kurdische Flüchtlinge, die aufgrund des syrischen Bürgerkrieges aus Aleppo geflohen sind.
Die meisten Einwohner in der Region Afrin sind sunnitische Muslime. Es gab vor dem Bürgerkrieg etwa 7.500 bis 10.000 Jesiden, die hier Zawaštrī genannt werden. Noch vor wenigen Jahrhunderten bekannten sich mehr Kurden zum Jesidentum als heute. Dazu kommen wenige kurdische alevitische Dörfer.
An mehreren abgelegenen Orten in der Region gibt es Pilgerstätten, die überwiegend von Sunniten, aber auch von anderen Religionsgemeinschaften mit Ausnahme der Jesiden besucht werden. Der berühmteste im Volksglauben heilige Ort ist Nebi Huri. Ein anderer islamischer Lokalheiliger ist Šayḫ Rāšid, dessen Grabmal (Qubba) ist als Ziyārat Ḥanān (Ziyārat, „Pilgerreisen zu Heiligengräbern“) bekannt und befindet sich sieben Kilometer nordöstlich von Afrin auf einem Hügel.
Vor der Besetzung der Stadt durch türkische Truppen und mit ihnen verbündete Milizen am 18. März 2018 floh die Masse der Bevölkerung. In den von geflüchteten Kurden zurückgelassenen Häusern siedeln die türkischen Machthaber seitdem gezielt Araber, darunter syrische Palästinenser, und syrische Turkmenen an. Der türkische Präsident Erdoğan sieht Araber als die rechtmäßigen Besitzer von Afrin an, denen er die Stadt zurückgeben wolle, wie er während der Operation Olivenzweig mehrfach erklärte.

## Sprache
Kurden in der Region Afrin sprechen Kurmandschi, den Hauptdialekt der indogermanischen kurdischen Sprache. Wegen einiger regionaler Eigenheiten wird ihre Mundart innerhalb des Westdialektes des Kurmandschi auch Efrînî (also Afrinisch) genannt. Charakteristisch für das Afrini ist die Aussprache des û als ü, des e als a und des a als ɔ:. Außerdem heißen „sie“ und „er“ (3. Person, Singular und Plural) nicht nur „ewan, wana, wî, wê“, sondern auch „gendio“ bzw. „gêndih“. „Gêndih“ (Plural: „Gêndiyan“) wird nur im Nominativfall und meistens als Höflichkeitsform verwendet. Die Mundart Afrini wird auch in den Regionen Antep und Urfa gesprochen.

## Klima und Landwirtschaft

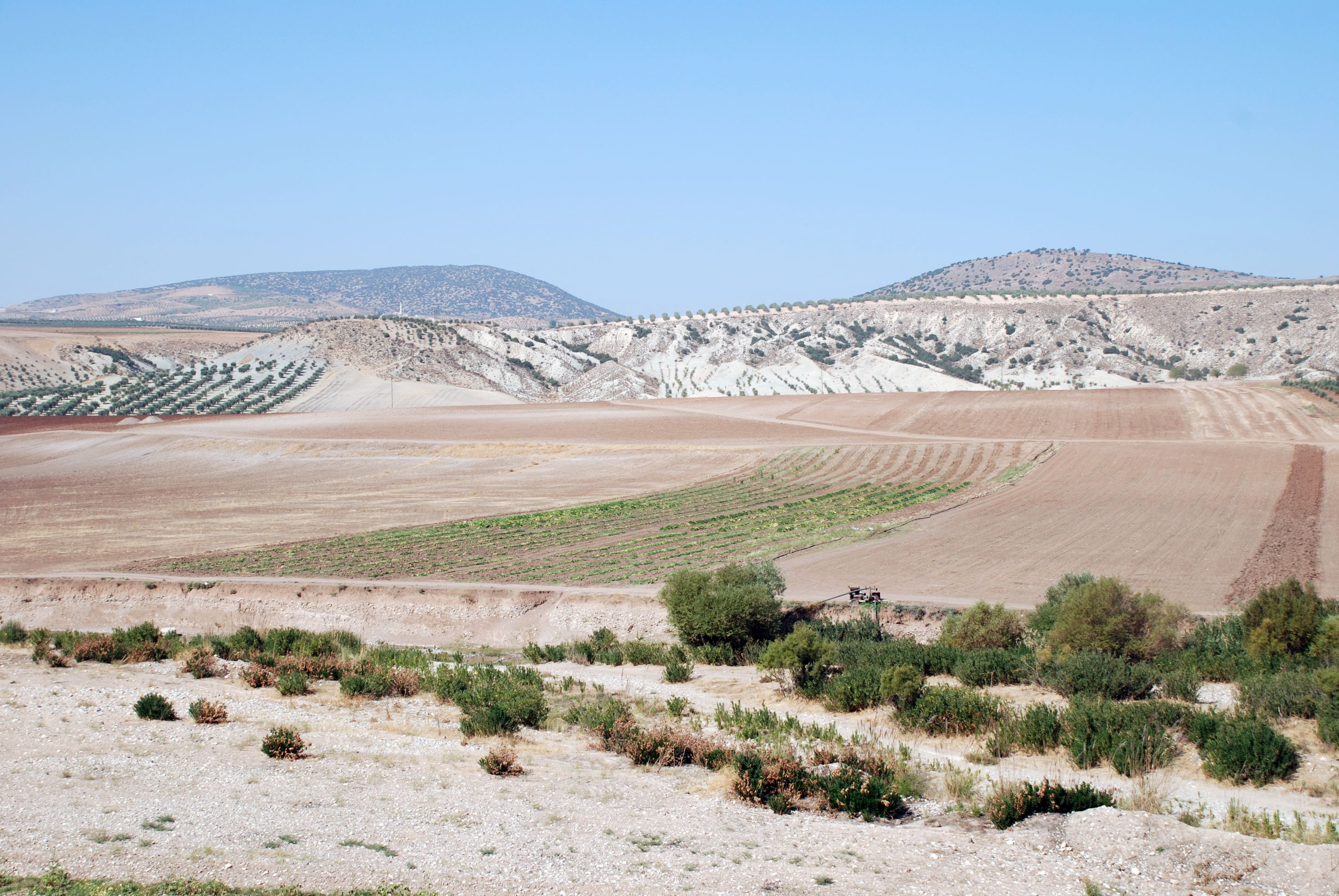
Während der Sommermonate ist bewässerter Feldbau auf kleine Gebiete mit Grundwassernähe beschränkt. Nördliche Afrin-Region bei Nebi Huri

Es herrscht ein trockenes mediterranes Klima, mit Jahresniederschlägen von über 500 bis 600 Millimeter überwiegend in den Wintermonaten. Auch in trockenen Jahren ist der Regen ausreichend zum Anbau von Wintergetreide, Sommerfrüchte benötigen künstliche Bewässerung. Die durchschnittliche Temperatur im Januar beträgt 6–10 °C. In den Wintermonaten kann Schnee fallen, Temperaturen unter dem Gefrierpunkt sind jedoch selten. Die durchschnittliche Maximaltemperatur im Juli und August beträgt 30–33 °C.
Im Afrin-Tal wird auf tiefgründigen roten Böden und mit Bewässerung durch Dieselpumpen aus dem Grundwasser intensive Landwirtschaft betrieben, es werden vor allem Weizen, Baumwolle, Zitrusfrüchte, Granatäpfel, Melonen, Weintrauben und Feigen angepflanzt. Das Hauptanbauprodukt sind in der ganzen Region Olivenbäume, von denen es mehr als 13 Millionen um Afrin geben soll. Diese gedeihen auch noch teilweise auf den angrenzenden, steinigen Hügeln des nordsyrischen Basaltplateaus, das oft nur von einer dünnen Bodenschicht überdeckt wird. Auf unbewässertem Land wird meist Wintergetreide (Weizen oder Gerste) angebaut.
Viehzucht in kleinen Stallungen am Haus wird zur Eigenversorgung oder für den lokalen Markt betrieben. In den Dörfern werden Joghurt (arabisch leben) und Käse (lebne) im eigenen Haushalt hergestellt.

## Hochschule
Im August 2015 nahm in Afrin eine neu gegründete, bisher nicht akkreditierte Universität den Lehrbetrieb auf. Unterrichtet wurde in kurdischer Sprache, was Kontroversen hervorrief. Kritiker bemängeln, dass die Unterrichtsinhalte von der Ideologie der PKK bzw. PYD beeinflusst sind. Nach der Eroberung durch die Türkischen Streitkräfte und ihren Verbündeten wurde die Hochschule geschlossen und laut Informationen, welche Amnesty International von der lokalen Bevölkerung bekam, bis August 2018 nicht wieder eröffnet.

## Söhne und Töchter der Stadt
- Kamal Sido (* 1961), Historiker
- Xelîl Xemgîn, Sänger
- Bangîn (Hikmet Cemil), Sänger
- Cemíl Horo (1934–1989), Sänger
- Ilham Ahmed, kurdische Politikerin
- Ebdo Mihemed, kurdischer Sänger
- Arin Mirkan (1994–2014), kurdische Kommandeurin der YPJ